# Ajusa
Ajusa es una multinacional española del sector de la automoción con sede en la ciudad española de Albacete.
Es un gran proveedor de componentes para el sector de la automoción centrado en la fabricación de piezas para el motor de combustión interna como juntas de estanqueidad, tornillos de culata, taqués hidráulicos y árboles de levas.
Fue fundada en 1972. En 1978 comenzó su actividad exportadora en Latinoamérica. En 1988 ya exportaba en los cinco continentes.
Su sede central está situada en el Parque Empresarial Ajusa de Albacete. Tiene presencia en más de 80 países y filiales en Estados Unidos, Brasil, México, Rusia, Francia y Reino Unido.
En 2016 Ajusa fue galardonada en los Premios CarácterEmpresa de CEOE y CaixaBank con el premio a la empresa más innovadora de España por sus pilas de hidrógeno.